# Domaće tlo
Domaće tlo (eng. Home Soil) je sedamnaesta epizoda prve sezone američke znanstveno-fantastične serije Zvjezdane staze: Nova generacija. 

## Radnja
Na zahtjev Federacije, Enterprise posjeti planet Velara III gdje skupina teraformera radi na pretvorbi prividno pustog planeta u planet moguć za naseljavanje. No na nesreću, jedan od treaformera biva ubijen tijekom njihova posjeta u bizarnoj nesreći u hidrauličnoj komori.

Dok istražuje nesreću, Data je neobjašnjivo napadnut od strane laserske bušilice, ali uspije se izvući neozlijeđen Daljnjom istragom Data i La Forge nalaze mikroskopski neorganski oblik života koji želi komunicirati s njima. Oni odnose taj oblik života, ili mikromozak kako su ga nazvali, na Enterprise gdje se on počinje razmnožavati i stvarati veliku energetsku snagu, zbog čega dr. Crusher aktivira karantenu oko laboratorija.
Uskoro posada sazna od mikromozga da su neki njegovi članovi ubijeni tijekom teraformerskog bušenja na površini planeta i da se pokušao javiti ljudima koji su ga ignorirali. Budući da nije bilo nikakvog odgovora na njihove upite, ubili su inženjera u hidrauličnoj komori i tako objavili rat ljudskoj vrsti.
Kako bi spasio Enterprise, Picard je pokuša teleportirati biće nazad na Velaru III. No energetska snaga mikromozga biva prejaka. Baš kad je mikromozak akumulirao količinu energije dovoljnu da uništi brod, posada je otkrije da se biće hrani svjetlom. Ugasivši sva svjetla u laboratoriju, prisile su mikromozak da se preda i ubrzo ga teleportiraju nazad na planet.

## Vanjske poveznice
- Domaće tlo na startrek.com   Arhivirana inačica izvorne stranice od 19. srpnja 2009. (Wayback Machine)